# Red Tarn Beck
Der Red Tarn Beck ist ein Fluss im Lake District, Cumbria, England. Der Red Tarn Beck entsteht als der einzige Abfluss des Red Tarn an der Ostseite des Helvellyn. Der Fluss fließt zunächst in östlicher und dann in einer nördlichen Richtung bis zu seiner Mündung in den Glenridding Beck an der Westseite des Birkhouse Moor.